# Antigua Parroquia de Indios
La Antigua Parroquia de Indios es un templo católico construido donde, según la tradición, se ubicaban los dos primeros templos dedicados a la Virgen de Guadalupe, en la alcaldía Gustavo A. Madero. Es el edificio más antiguo aun conservado en La Villa.

## Historia
Según la tradición de los relatos sobre la aparición de la Virgen de Guadalupe, los dos primeros templos dedicados a la Virgen mandados construir por Juan de Zumárraga, se alzaron en el lugar donde Juan Diego Cuauhtlatoatzin indicó que se produjeron.
En 1649 se construyó el edificio actual por Luis Lasso de la Vega, autor también de Huei tlamahuiçoltica. El recinto albergó la imagen original de la Virgen de Guadalupe desde 1695 a 1709, que fue trasladada a la Antigua Basílica, y desde 1853 a 1896 acogió el estandarte que utilizó Miguel Hidalgo y Costilla en la Guerra de Independencia de México.
En 1749, el arzobispo Manuel José Rubio y Salinas le quitó el título de parroquia para erigir en su lugar la Antigua Basílica. Entre el siglo XIX y XX sufrió un gran deterioro y permaneció cerrada hasta que en 1998 fue restaurada y reabierta al público coincidiendo con el 450 aniversario del fallecimiento de Juan Diego Cuauhtlatoatzin.